# Grim Fandango
Grim Fandango es un videojuego de aventura gráfica desarrollado por LucasArts en 1998 para PC. Fue el primer videojuego en usar el motor gráfico GrimE y fue ampliamente aclamado por la crítica y por los jugadores de aventuras gráficas como uno de los mejores juegos de la historia del género.
Grim Fandango combina elementos de la mitología mexica en la creencia en la muerte, el estilo de películas de film noir, incluyendo El halcón maltés, On the Waterfront y Casablanca, para crear el ambiente del juego en torno a la "Tierra de los muertos", a través de la cual las almas recientemente fallecidas, representadas en el juego como personajes calaca, deben viajar antes de alcanzar su destino final, el Noveno Infierno. La historia sigue al protagonista, el agente de viajes Manuel "Manny" Calavera, mientras intenta salvar a Mercedes Merche Colomar, una recién llegada alma virtuosa, durante su largo viaje.
Una versión remasterizada de Grim Fandango fue anunciada durante la conferencia de prensa de Sony en la E3 2014. Fue desarrollada por el actual estudio de Schafer (Double Fine Productions) y desde el 26 de enero de 2015 está disponible para PlayStation 4, PlayStation Vita, Microsoft Windows, Linux y Mac OS X. El 5 de mayo de 2015 se publicó en la versión para Android e iOS, y el 1 de noviembre de 2018 se publicó en formato digital para Nintendo Switch.

## Temática

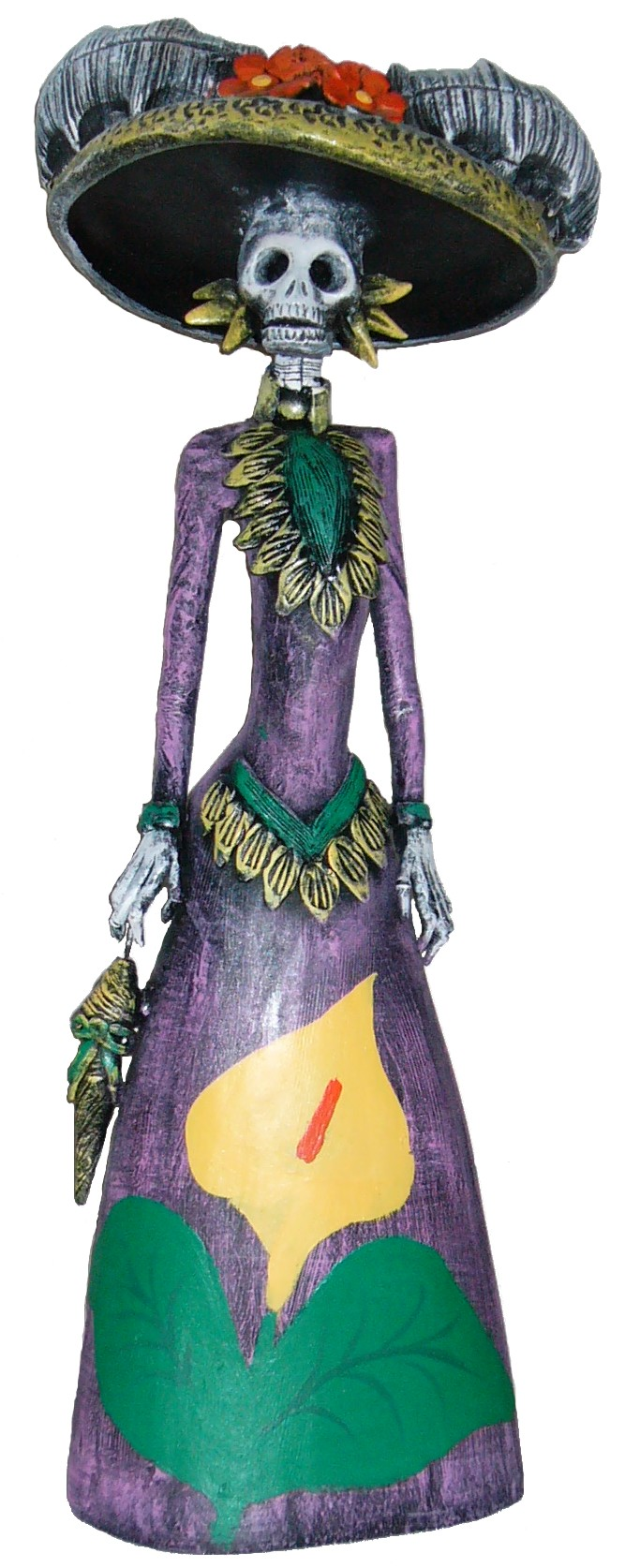
Los protagonistas de Grim Fandango están basados en las figuras mexicanas "calaveras" usadas para celebrar el Día de Muertos.

El juego se desarrolla en la Tierra de los Muertos, inspirada en el Mictlán —el inframundo azteca— y abarca en el tiempo la aventura durante cuatro años de su protagonista, el esquelético Manny Calavera (Manuel Calavera), a través de la tierra de los muertos. Cada uno de los cuatro episodios comienza el día de Muertos, y es de la temática de la celebración de este día en México de donde se ha sacado la inspiración para el videojuego. De hecho, la mayoría de los personajes del videojuego son figuras esqueléticas basadas en el trabajo del dibujante mexicano José Guadalupe Posada, y las flores son usadas como herramientas para el asesinato. El juego combina el ambiente del inframundo con un estilo de los años 30. El diseño artístico y el guion están inspirados en la atmósfera de las novelas de Raymond Chandler. Muchos de los personajes fuman, mayoritariamente por el efecto cinematográfico, con el argumento: bueno, ellos están realmente muertos.
Manny Calavera es un personaje cuyo trabajo combina el de segador siniestro o segador de almas (Grim Reaper en inglés, La parca) con el de una agencia de viajes. Tras descubrir que se le han negado varias retribuciones post-mórtem comienza a investigar, atravesando por ello una compleja red de corrupción, mentiras y crímenes.

## Historia
La historia comienza cuando un vendedor de paquetes de viajes (en la DDM, Departamento de Muerte), Manuel Calavera, trata de venderle un paquete a un señor llamado Celso Flores. Después de este suceso debe irse a conseguir otro cliente, pero al ser este cliente peor que el anterior, decide robarle un cliente a su compañero de trabajo, Domino. Así que tras infiltrarse en el sistema, consigue robarle a Domino una clienta llamada Mercedes Colomar o Merche, y aquí es cuando la aventura comienza, ya que a pesar de que su informe decía que merecía un boleto del Número 9, el tren de máxima velocidad directo al Noveno Infierno (la tierra del descanso eterno), Manny debe dejarla ir caminando. Entonces el jefe de Manny, Don Copal, se enfada con él y lo despide. Posteriormente, Manny es visitado por el misterioso Salvador Limones, que le ofrece que se una a la AAP (La Alianza de la Almas Perdidas) y poder salir de la ciudad de El Tuétano. Manny acepta y ahí es donde comienza su travesía de cuatro años para poder encontrar a Mercedes Colomar con la ayuda de su nuevo amigo Glottis, destruir una gran corrupción en el DDM y llegar al Noveno Infierno.

## Recepción

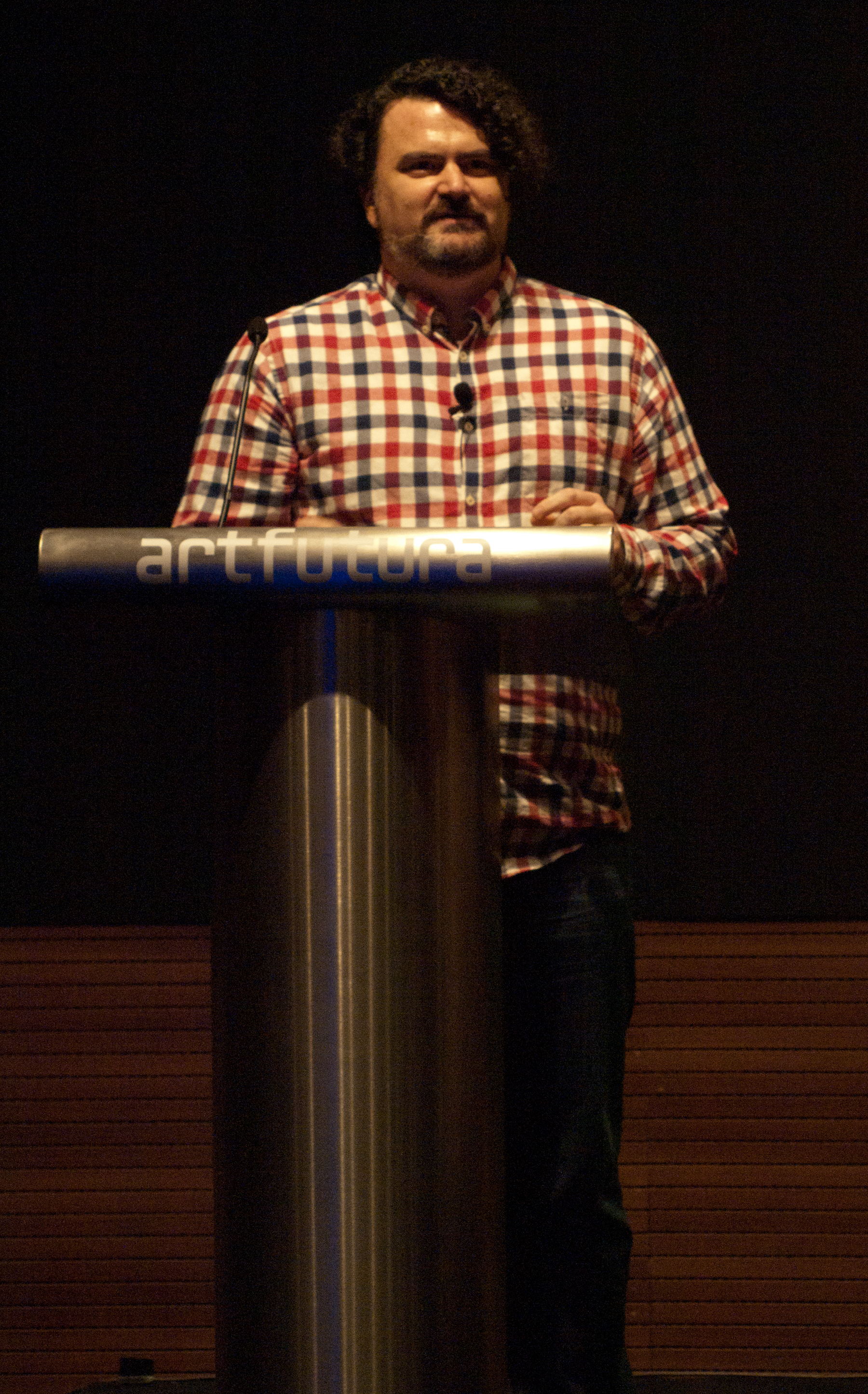
Tim Schafer fue el director y líder del proyecto detrás del desarrollo de Grim Fandango.

Este juego es considerado como uno de los grandes desarrollos en aventuras gráficas. Pese a ser una aventura de gran calidad, no consiguió unas buenas ventas y eso marcó a los siguientes desarrollos dentro del género. No obstante, el juego fue considerado por muchos (incluidos los críticos) como uno de los mejores juegos de toda la historia.
Grim Fandango tuvo críticas favorables tras su publicación. Los portales GameRankings y Metacritic le otorgaron puntuaciones de 93% y 94/100, respectivamente. Los críticos alabaron la dirección artística en particular, y GameSpot consideró el diseño gráfico como "consistentemente genial". PC Zone puso el acento en la producción global, afirmando que la dirección, vestidos, personajes, música y la atmósfera del juego estaban realizado de forma experta. También comentaron que el juego constituiría una "película soberbia". El periódico San Francisco Chronicle afirmó que "Grim Fandango parece una danza salvaje a través de una aventura de dibujos animados de cine negro. Sus extraños personajes, seductivo argumento lleno de enigmas y una interfaz casi invisible permiten a los jugadores perderse en el juego de la misma forma que los espectadores pueden perderse en una película." El Houston Chronicle, otorgó a Grim Fandango el título de mejor juego de 1998 junto a Half-Life, y alabó los gráficos del videojuego al considerarlos "increíbles" y comentó que el juego "está lleno de humor negro y liviano." IGN resumió su crítica diciendo que el juego era "la mejor aventura" jamás vista.
No obstante, el juego también recibió críticas por parte de los medios. Varios críticos hicieron notar que había algunas dificultades para interaccionar con la interfaz, que requería una cierta curva de aprendizaje hasta poder acostumbrarse, y algunos ángulos de cámara para ciertos enigmas habían sido paupérrimamente elegidos. El uso de ascensores en el juego era particularmente problemático. La crítica de Adventure Gamers expresó su disgusto por la banda sonora y, en ocasiones, "la encontraba muy fuerte o no muy apropiada para el tema del juego". Una crítica de Computer and Video Games también hacía ver que el juego sufría de continuas cargas de datos desde el CD-ROM que interrumpían el desarrollo, lo que "arruina la fluidez de algunas secuencias y provoca persistentes retrasos".

## Versiones
El juego apareció en 1998 en formato CD para Windows. Distribuido en 2 CD, funciona con teclado o joystick. Los requisitos del sistema son Intel Pentium 133 MHz, 32MB RAM, 20MB en el disco duro y 2MB de memoria gráfica sobre tarjeta PCI.
El 12 de mayo de 2006 salió en España una reedición de este juego preparado para funcionar en Windows XP.

### Grim Fandango Remastered
En el E3 de 2014 fue anunciada una reedición para PC, Mac, Linux, PS Vita y PlayStation 4 bajo el nombre Grim Fandango Remastered. Salió a la venta el 26 de enero de 2015.
Posteriormente, Grim Fandango Remastered también salió para Android y iOS el 5 de mayo de 2015, y para Nintendo Switch en formato digital el 1 de noviembre de 2018.
En el servicio premium de gaming de Xbox "game pass" el día 20 de octubre fue agregado a su catálogo de juegos.

## Juegos relacionados
Grim Fandango fue diseñado por Tim Schafer, famoso ya por aquel entonces por aventuras gráficas cómo Day of the Tentacle y Full Throttle, y su entorno gráfico GrimE sustituyó al clásico SCUMM. Más tarde este motor sería usado por Escape From Monkey Island.

## Reparto de doblaje
| Personaje                 | Actor original       | Actor de doblaje al español |
| ------------------------- | -------------------- | --------------------------- |
| Manuel Calavera (Manny)   | Tony Plana           | Richard del Olmo            |
| Mercedes Colomar (Merche) | Maria Canals-Barrera | Elena Ruiz de Velasco       |
| Glottis                   | Alan Blumenfeld      | José Antonio Duque          |
| Hector LeMans             | Jim Ward             | Fernando Hernández          |
| Domino Hurley             | Patrick Dollaghan    | Antonio Fernández Muñoz     |
| Olivia Ofrenda            | Paula Killen         | Julia Martinez              |
| Salvador Limones          | Sal López            | Daniel Sánchez              |
| Eva                       | Rachel Reenstra      | José María Maestro          |
| Payaso                    | Joe Nipote           | Carlos Lopez Benedí         |
| Don Copa                  | Michael Sorich       | Iñaki Alonso                |
| Celso Flores              | Peter Lurie          | Alfredo Martinez            |
| Bruno Martinez            | Jack Angel           | Regino Ramos                |
| Raoul                     | Tom Kane             | Aparicio Rivero             |
| Maximino                  | Bill Capizzi         | Carlos Lopez Benedí         |
| Nick Virago               | Daragh O'Malley      | Iñaki Alonso                |
| Membrillo                 | Richard Barnes       | Francisco Andrés Valdivia   |
| Velasco                   | Kay E. Kutter        | Luis González Páramo        |
| Toto Santos               | Morgan Hunter        | Francisco Javier Martínez   |
| Terry Malloy              | Raphael Sbarge       | Jaime Roca                  |
| Carla                     | Pamela Adlon         | Amalia Cantarero            |
| Jefe Bogen                | Barry Dennen         | Alfredo Martínez            |
| Lupe                      | Terri Ivens          | Amalia Cantarero            |
| Bowlsley                  | Keith Szrabajky      | Desconocido                 |
| Lola                      | Barbara Goodson      | Julia Martínez              |
| Pugsy                     | Pamela Adlon         | Julia Martínez              |
| Bibi                      | Katie Leigh          | Pilar Martín                |
| Aitor                     | David Jeremiah       | Iñaki Alonso                |
| Chepito                   | Jack Angel           | Francisco Andrés Valdivia   |
| Juan Brennis              | Michael Sorich       | Antonio Fernández Muñoz     |
| Chowchilla Charli         | Joe Nipote           | Jaime Roca                  |
| Alexi                     | David Jeremiah       | Francisco Javier Martínez   |
| Gunnar                    | Jim Ward             | Regino Ramos                |
| Slisko                    | Peter Lurie          | Iñaki Alonso                |
| Doug                      | Jim Ward             | Francisco Andrés Valdivia   |
| Camarero del Blue Casket  | Barry Dennen         | Carlos López Benedí         |
| Croupier                  | Kay E. Kuter         | Fernando Hernández          |
| Matón grande              | Jack Angel           | Fernando Hernández          |
| Matón delgado             | Milton James         | Jaime Roca                  |
| Mecánico Maya 1           | Raphael Sbarge       | Jaime Roca                  |
| Mecánico Maya 2           | Tom Kane             | Alfredo Martínez            |
| Guardián de la puerta     | Tom Kane             | Aparicio Rivero             |
| Hombre del monociclo      | Keith Szarabajka     | Regino Ramos                |
| Thunder Boy 1             | Barry Dennen         | Jaime Roca                  |
| Thunder Boy 2             | David Jeremiah       | Carlos López Benedí         |
| Maquilladora              | Katie Leigh          | María José Maestro          |
| Alférez Arnold            | Raphael Sbarge       | Carlos López Benedí         |
| Marinero naranja          | Jack Angel           | Jaime Roca                  |
| Locutor de carreras       | Tom Kane             | Carlos López Benedí         |